# 第二小平事件
第二小平事件（だいにこだいらじけん）は、1946年と1947年に発生した殺人事件。
1946年に発覚した小平事件と手口がよく似ていたため、第二小平事件と呼ばれていたが、小平事件は強姦を目的としていたのに対して、この事件はあくまで金品強奪が目的だった。なお、事件名の「小平」は小平事件の加害者の姓に因むもの（読みについては姓の読みを勘違いによるもの）であり、北多摩郡小平町（現・小平市）とは関係ない。

## 概要
言葉巧みに若い女性に就職口の斡旋を持ちかけ、山林に誘い出した上で殺害するという手口であった。
1947年1月の殺人事件以降、大宮駅周辺で買出し女性に就職先斡旋など甘い言葉をかけている不審な男が浮上した。人相・体格から無職の小口静(38)を割り出し、3月15日に殺人罪で逮捕。その後の自供で5件の殺人事件が発覚。自宅から被害女性の所持品が確認された3件が起訴された。
1950年2月3日、犯人小口の死刑が確定した。

## 一連の事件
第1の事件
- 1946年11月13日、大宮駅へ買出しにきて女性に話を持ちかけて埼玉県入間郡霞ヶ関村（現在の川越市）の山林に連れ出して絞殺。

第2の事件
- 1946年12月21日、大宮駅へ買出しにきて女性に話を持ちかけて茨城県猿島郡五霞村（現在の五霞町）の山林に連れ出して絞殺。

第3の事件
- 大宮駅へ買出しにきて女性にタバコ購入の斡旋を持ちかけて埼玉県北足立郡馬宮村（現在のさいたま市西区）の山林に連れ出して絞殺。現金20円とコートを強奪した。1947年1月21日に遺体が発見された。